# Зенков, Николай Емельянович
Никола́й Емелья́нович Зенько́в (1920 — 15 января 1945) — советский офицер, участник Великой Отечественной войны, командир роты 212-го гвардейского стрелкового Рижского полка 75-й гвардейской стрелковой дивизии 61-й армии 1-го Белорусского фронта, гвардии лейтенант, Герой Советского Союза (1945).

## Биография
Родился в деревне Ивановка Такмыкской волости Тарского уезда Омской губернии в крестьянской семье. Окончил 4 класса, работал мотористом в колхозе.
В Красной Армии с 1940 года. В боях Великой Отечественной войны с 15.02.1943 года. 12.03.1943 года красноармеец Зеньков, стрелок-автоматчик роты автоматчиков 283-го стрелкового полка 140-й стрелковой дивизии Центрального фронта, награждён медалью «За боевые заслуги» за то, что «в боях за дер. Мошки, продвигаясь впереди боевых порядков, своим огнём уничтожал автоматчиков противника, обеспечивая продвижение стрелкам».
16 июля 1943 г. командир отделения роты автоматчиков 283-го Красноуфимского стрелкового полка 140-й Сибирской стрелковой дивизии сержант Зеньков «в бою при прочесывании дер. Самодуровка лично из своего автомата убил 5 гитлеровцев, в том числе одного офицера. Их группа в дер. Самодуровка захватила одну рацию немцев». Был награждён медалью «За отвагу».
В сентябре 1943 года спас из горящего дома боевое знамя полка, за что был награждён орденом Красного Знамени. В представлении к награждению командир 283-го Красноуфимского стрелкового полка 140-й Сибирской Новгород-Северской стрелковой дивизии 65-й Армии Центрального фронта полковник Гусев написал:

В боях за г. Новгород-Северский 9.9.43 г. в дер. Чулатово в дом, где находились боевое и шефское знамёна полка, попала мина, часовой у знамени был ранен, дом моментально загорелся и весь обнялся пламенем. Тов. Зеньков с командиром комендантского взвода сержантом Томиловым П. Н., не обращая внимания на сильный артминомётный огонь, бросились в горящий дом и вынесли знамёна.
Тов. Зенков за время пребывания на фронте с 15.2.43 г. имеет на своём счету 12 уничтоженных немецких солдат.

В 1944 окончил курсы младших лейтенантов. Командир стрелкового взвода 212-го гвардейского стрелкового полка 75-й гвардейской стрелковой дивизии младший лейтенант Зеньков «в наступательных боях с 6 по 13.10.1944 года по овладению городом Рига действовал со своим взводом смело и решительно. При наступлении на перекрёсток дорог восточнее Бидери взвод тов. Зенькова вышел первым на перекрёсток, где впоследствии принял участие в отражении сильной контратаки противника. Взвод под его командованием одним из первых форсировал реку Маза-Югла и схода вступил с противником в бой, чем обеспечил овладение плацдармом на противоположном берегу реки».
За освобождение г. Рига 212-й гвардейский стрелковый полк получил наименование «Рижский», Н. Е. Зеньков был награждён орденом Красной Звезды.
Особо отличился гвардии лейтенант Зенков при прорыве сильно укреплённой и глубоко эшелонированной обороны противника на реке Висла южнее Варшавы. В наградном листе командир 212-го гвардейского стрелкового Рижского полка 75-я гвардейской стрелковой дивизии гвардии подполковник Воробьёв написал:

15 января 1945 года гвардии лейтенант Зеньков со своей стрелковой ротой штурмовал вторую сильно укреплённую линию обороны противника, проходившую по высотам западнее и юго-западнее населённого пункта Остроленка. Учитывая важность выполняемой задачи, тов. Зеньков первым поднялся в атаку и, идя впереди боевых порядков, с лозунгом «За Родину! За Сталина!» увлёк своих бойцов на штурм высоты. Поставленную задачу рота тов. Зенькова выполнила, оборона противника была прорвана, что обеспечило успешное наступление всего батальона вперёд и захват третьей линии обороны — деревни Антоновка. Тов. Зеньков, находясь впереди боевых порядков, будучи тяжело ранен призывал бойцов двигаться вперёд и выполнить поставленную задачу, погиб смертью храбрых.
Указом Президиума Верховного Совета СССР от 27 февраля 1945 года образцовое выполнение боевых заданий командования на фронте борьбы с немецкими захватчиками и проявленные при этом отвагу и геройство гвардии лейтенанту Зенькову Николаю Емельяновичу присвоено звание Героя Советского Союза.
Похоронен на кладбище «Слава» в селе Остроленка (Ostrołęka), гмина Варка, Груецкий повят, Мазовецкое воеводство, Польша.

## Награды
- Медаль «Золотая Звезда» № ---- Героя Советского Союза (27 февраля 1945 года)
- Орден Ленина
- Орден Красного Знамени
- Орден Красной Звезды
- Медаль «За отвагу»
- Медаль «За боевые заслуги»

## Память
- Именем Героя названа улица в городе Омске.